# Yūki Ōta
Yūki Ōta (jap. 太田雄貴 Ōta Yūki; ur. 25 listopada 1985 w Ōtsu) – japoński florecista, dwukrotny wicemistrz olimpijski i trzykrotny medalista mistrzostw świata.
Podczas igrzysk olimpijskich w Atenach w 2004 roku zajął dziewiąte miejsce indywidualnie. Na igrzyskach w Pekinie w 2008 roku indywidualnie zdobył srebrny medal, przegrywając w finale z Niemcem Benjaminem Kleibrinkiem 9:15. Kolejny medal zdobył na igrzyskach olimpijskich w Londynie w 2012 roku, gdzie reprezentacja Japonii w składzie: Suguru Awaji, Kenta Chida, Ryō Miyake i Yūki Ōta zajęła drugie miejsce w zawodach drużynowych. Indywidualnie był tym razem dziewiąty. Brał też udział w igrzyskach w Rio de Janeiro w 2016 roku, zajmując indywidualnie siedemnastą pozycję.
Na mistrzostwach świata w Paryżu w 2010 roku wspólnie Chidą, Miyake i Awajim wywalczył brązowy medal w rywalizacji drużynowej. Na tej samej imprezie zajął trzecie miejsce indywidualnie, plasując się za Niemcem Peterem Joppichem i Chińczykiem Lei Shengiem. Zdobył również złoty medal w rywalizacji indywidualnej na mistrzostwach świata w Moskwie w 2015 roku, w finale pokonując Alexandra Massialasa z USA.
W 2006 roku był najlepszy indywidualnie i trzeci drużynowo na igrzyskach azjatyckich w Doha. Cztery lata później, na igrzyskach azjatyckich w Kantonie był drugi drużynowo i trzeci w zawodach indywidualnych. Wywalczył również indywidualnie brązowy medal podczas igrzysk azjatyckich w Inczon w 2014 roku.
Ponadto kilkukrotnie zdobywał medale mistrzostw Azji, w tym złote indywidualnie na MA w Nantong (2007), MA w Bangkoku (2008) i MA w Singapurze (2015).